# Karol Włodek

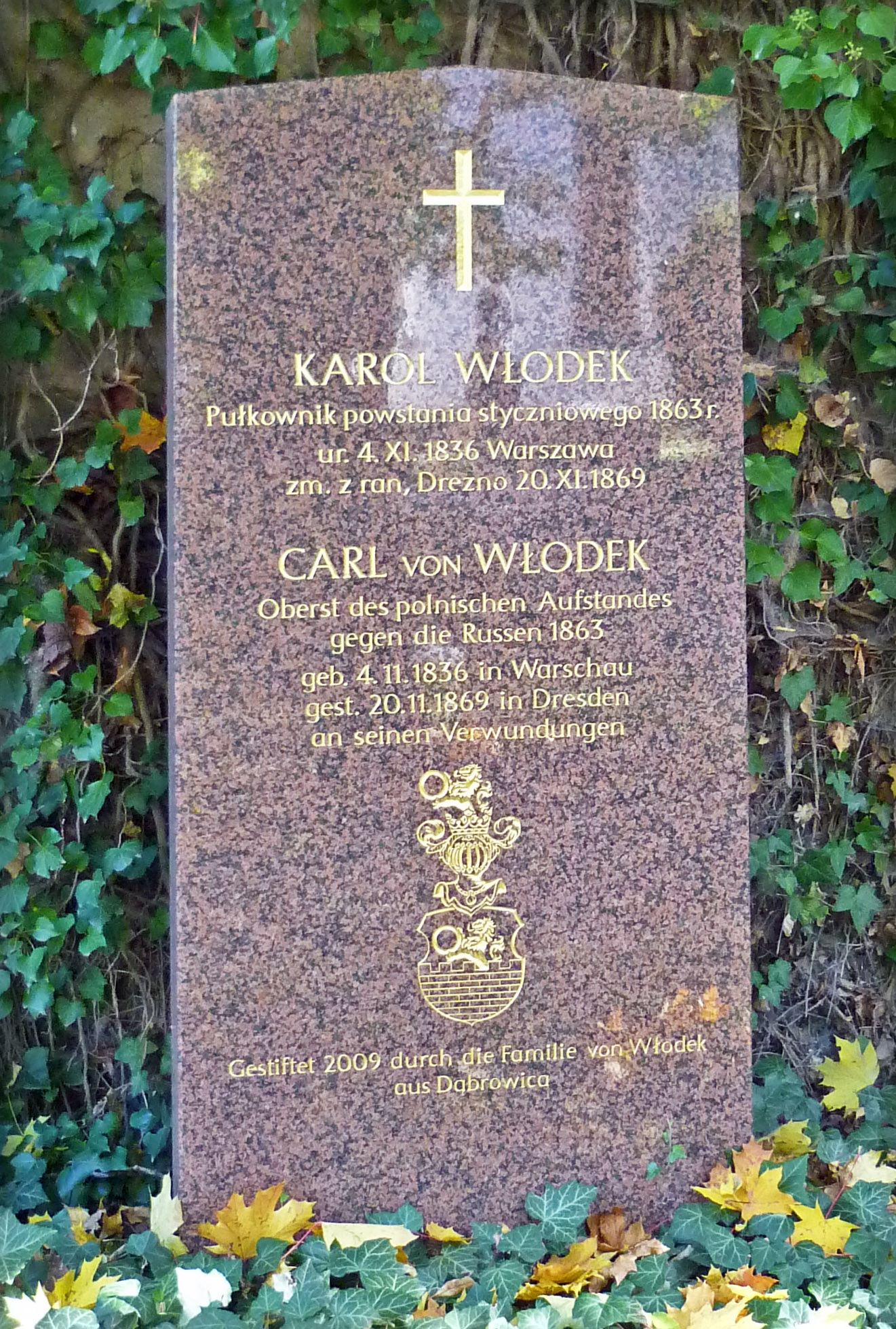
Grób Karola Włodeka, Stary Cmentarz Katolicki w Dreźnie, Cmentarz Polski w Dreźnie

Karol Włodek (* 4.11.1836 Warszawa, zm. 20.11.1869 Drezno) – pułkownik w powstaniu styczniowym.
Był oficerem artylerii wojsk rosyjskich. W powstaniu dowódca oddziału w Mazowieckiem i Kaliskiem. Został ranny w bitwie pod Niewieszem 23 maja 1863 roku. Od kwietnia 1864 był organizatorem wojskowym powiatów chełmińskiego i toruńskiego.